# Élection présidentielle islandaise de 1996
L'élection présidentielle islandaise de 1996 vise à élire le président de l'Islande. Ólafur Ragnar Grímsson a remporté cette élection.

## Résultats du vote parrégion

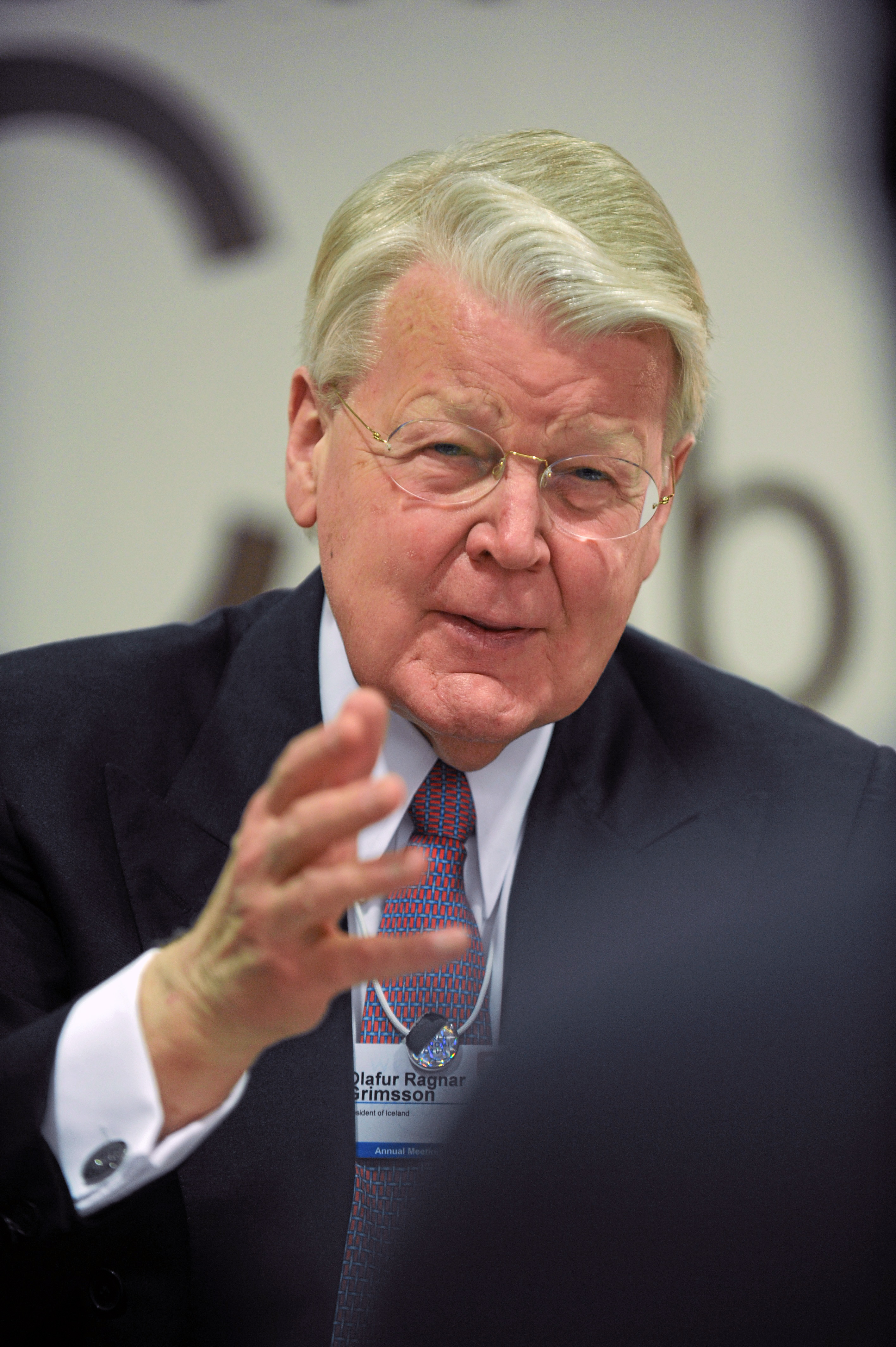
Ólafur Ragnar Grímsson, président élu en 1996

|                        | Reykjavik | Suðurnes | Vesturland | Vestfirðir | Norðurland vestra | Norðurland eystra | Austurland | Suðurland | Total  | Exprimés |
| ---------------------- | --------- | -------- | ---------- | ---------- | ----------------- | ----------------- | ---------- | --------- | ------ | -------- |
| Ástþór Magnússon Wium  | 2,7 %     | 2,8 %    | 2,3 %      | 2,1 %      | 2,6 %             | 2,7 %             | 2,5 %      | 2,7 %     | 2,7 %  | 4 422    |
| Guðrún Agnarsdóttir    | 27,8 %    | 25,3 %   | 25,5 %     | 17,5 %     | 25,2 %            | 27,1 %            | 27,8 %     | 25,8 %    | 26,4 % | 43 578   |
| Ólafur Ragnar Grímsson | 37,6 %    | 40,4 %   | 46,8 %     | 50,4 %     | 46,8 %            | 46,2 %            | 50,2 %     | 43,1 %    | 41,4 % | 68 370   |
| Pétur Kr. Hafstein     | 31,9 %    | 31,5 %   | 25,4 %     | 30 %       | 25,4 %            | 24 %              | 19,5 %     | 28,4 %    | 29,5 % | 48 863   |
| Total                  | 100 %     | 100 %    | 100 %      | 100 %      | 100 %             | 100 %             | 100 %      | 100 %     | 100 %  | 165 233  |

## Sources
L'ensemble des données présentées ainsi que leur consolidation sont issues du service national islandais de statistiques.